# Ла-Шапель-Гонаге
Ла-Шапе́ль-Гонаге́ (фр. La Chapelle-Gonaguet) — коммуна во Франции, находится в регионе Аквитания. Департамент — Дордонь. Входит в состав кантона Сент-Астье. Округ коммуны — Перигё.
Код INSEE коммуны — 24108.

## География

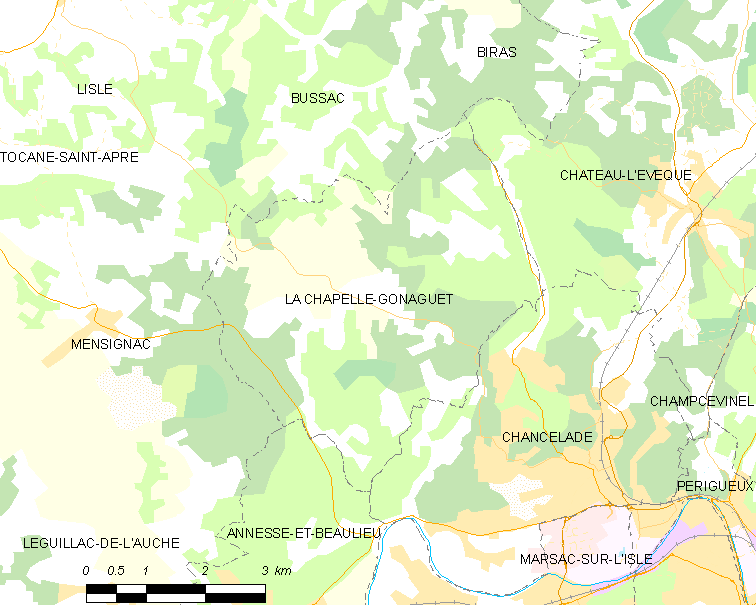
Карта коммуны

Коммуна расположена приблизительно в 430 км к югу от Парижа, в 105 км северо-восточнее Бордо, в 10 км к западу от Перигё.

### Климат
Климат умеренный океанический со средним уровнем осадков, которые выпадают преимущественно зимой. Лето здесь долгое и тёплое, однако также довольно влажное, здесь не бывает регулярных периодов летней засухи. Средняя температура января — 5 °C, июля — 18 °C. Изредка вследствие стечения неблагоприятных погодных условий может наблюдаться непродолжительная засуха или случаются поздние заморозки. Климат меняется очень часто, как в течение сезона, так и год от года.

## Население
Население коммуны на 2010 год составляло 1076 человек.
| 1962 | 1968 | 1975 | 1982 | 1990 | 1999 | 2010 |
| ---- | ---- | ---- | ---- | ---- | ---- | ---- |
| 348  | 307  | 331  | 421  | 703  | 863  | 1076 |

## Администрация
| Период | Период | Фамилия      | Партия                             | Примечания                |
| ------ | ------ | ------------ | ---------------------------------- | ------------------------- |
| 1947   | 1959   | Жюльен Вижье |                                    |                           |
| 1959   | 1971   | Луи Демулен  |                                    |                           |
| 1971   | 1993   | Рауль Руссо  | Объединение в поддержку республики | врач; депутат (1958—1962) |
| 1993   | 2008   | Жан-Ив Гиду  | Разные правые                      |                           |
| 2008   | 2020   | Ален Ле Пап  | Социалистическая партия            |                           |

## Экономика
В 2010 году среди 718 человек трудоспособного возраста (15-64 лет) 560 были экономически активными, 158 — неактивными (показатель активности — 78,0 %, в 1999 году было 73,9 %). Из 560 активных жителей работали 501 человек (261 мужчина и 240 женщин), безработных было 59 (28 мужчин и 31 женщина). Среди 158 неактивных 46 человек были учениками или студентами, 76 — пенсионерами, 36 были неактивными по другим причинам.

## Достопримечательности
- Монастырь Мерланд (XII век). Исторический памятник с 1892 года[5]
- Церковь Св. Михаила (XII век)

## Фотогалерея

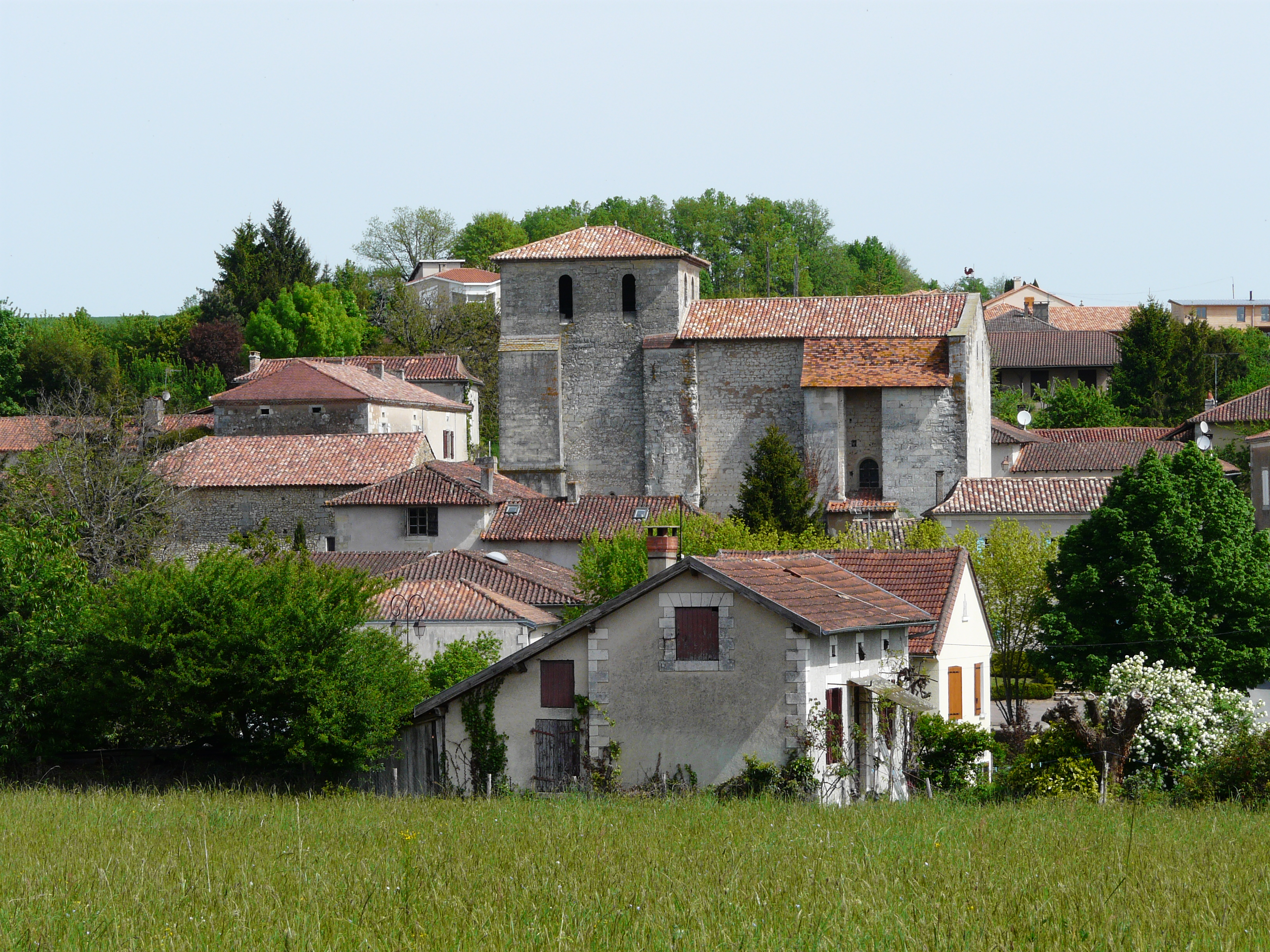
Ла-Шапель-Гонаге
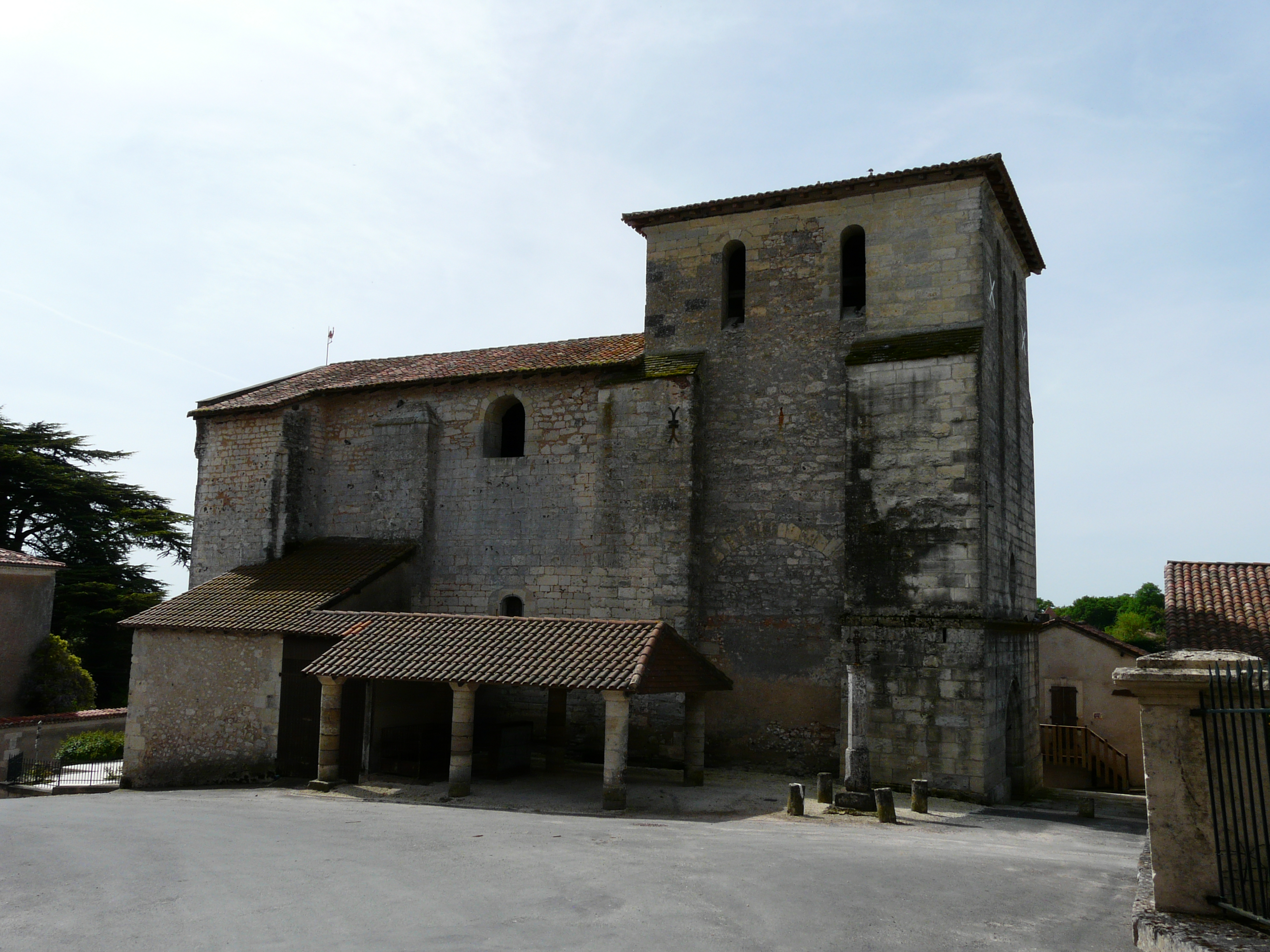
Церковь Св. Михаила
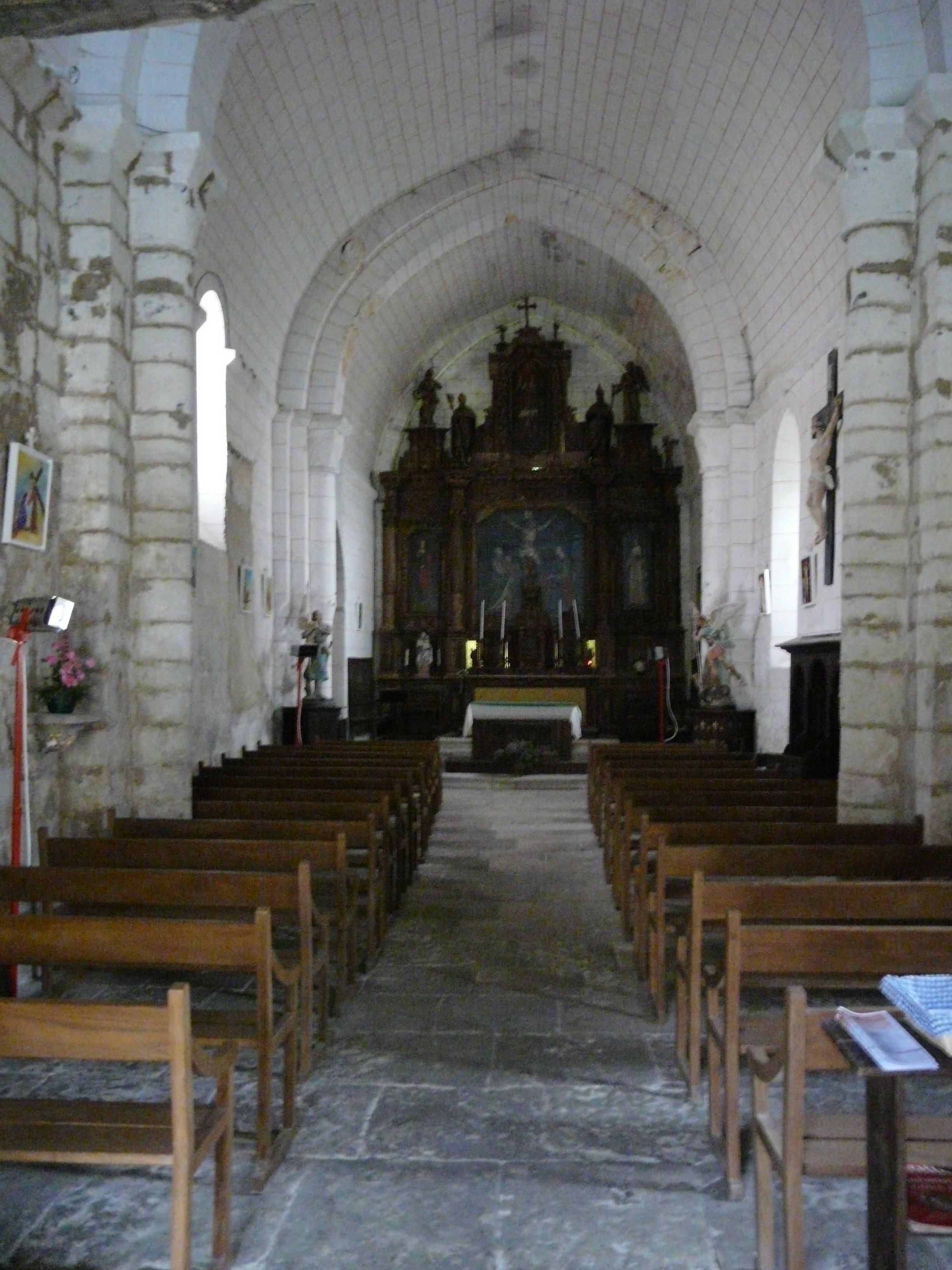
Интерьер церкви Св. Михаила
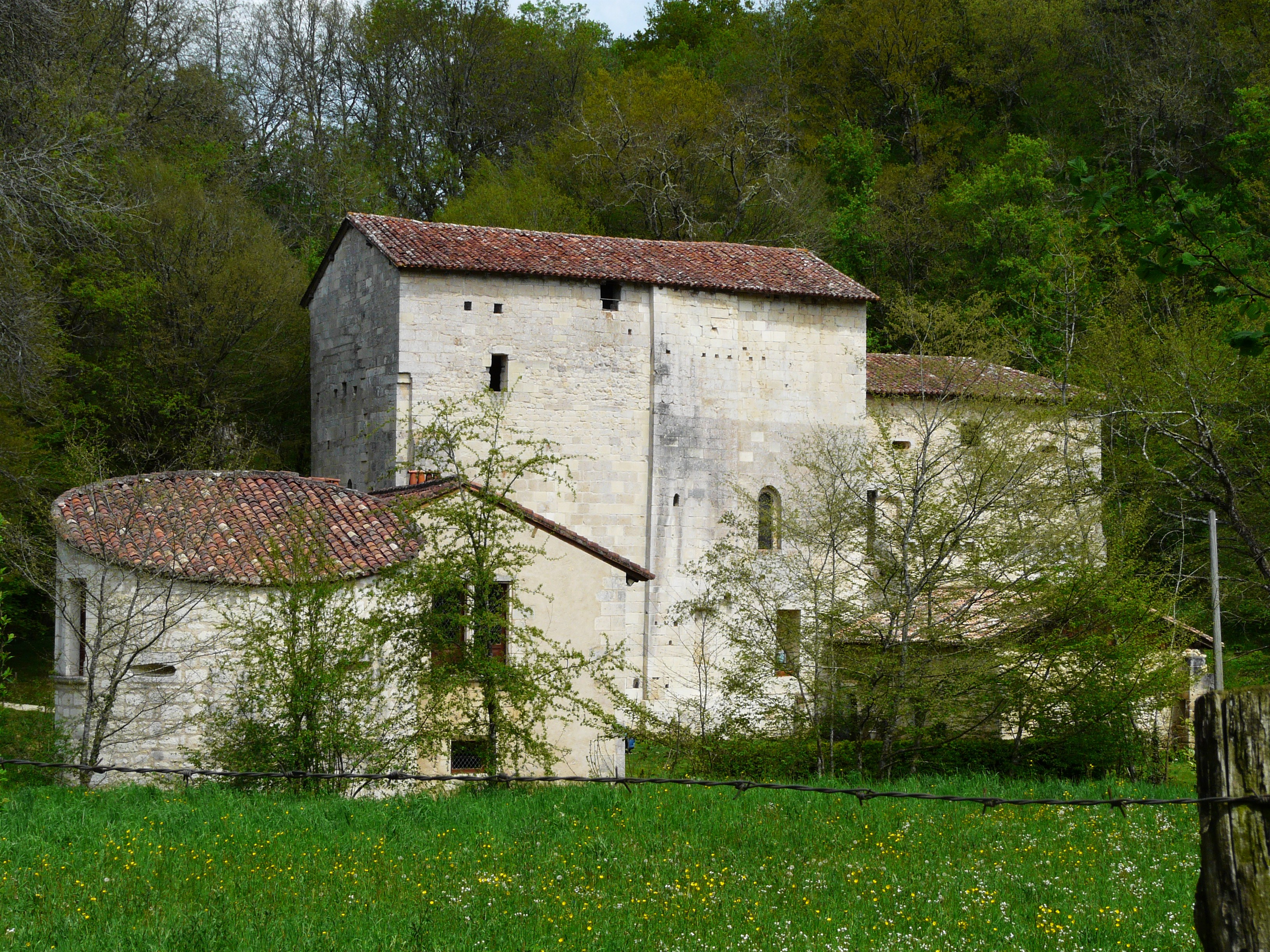
Монастырь Мерланд
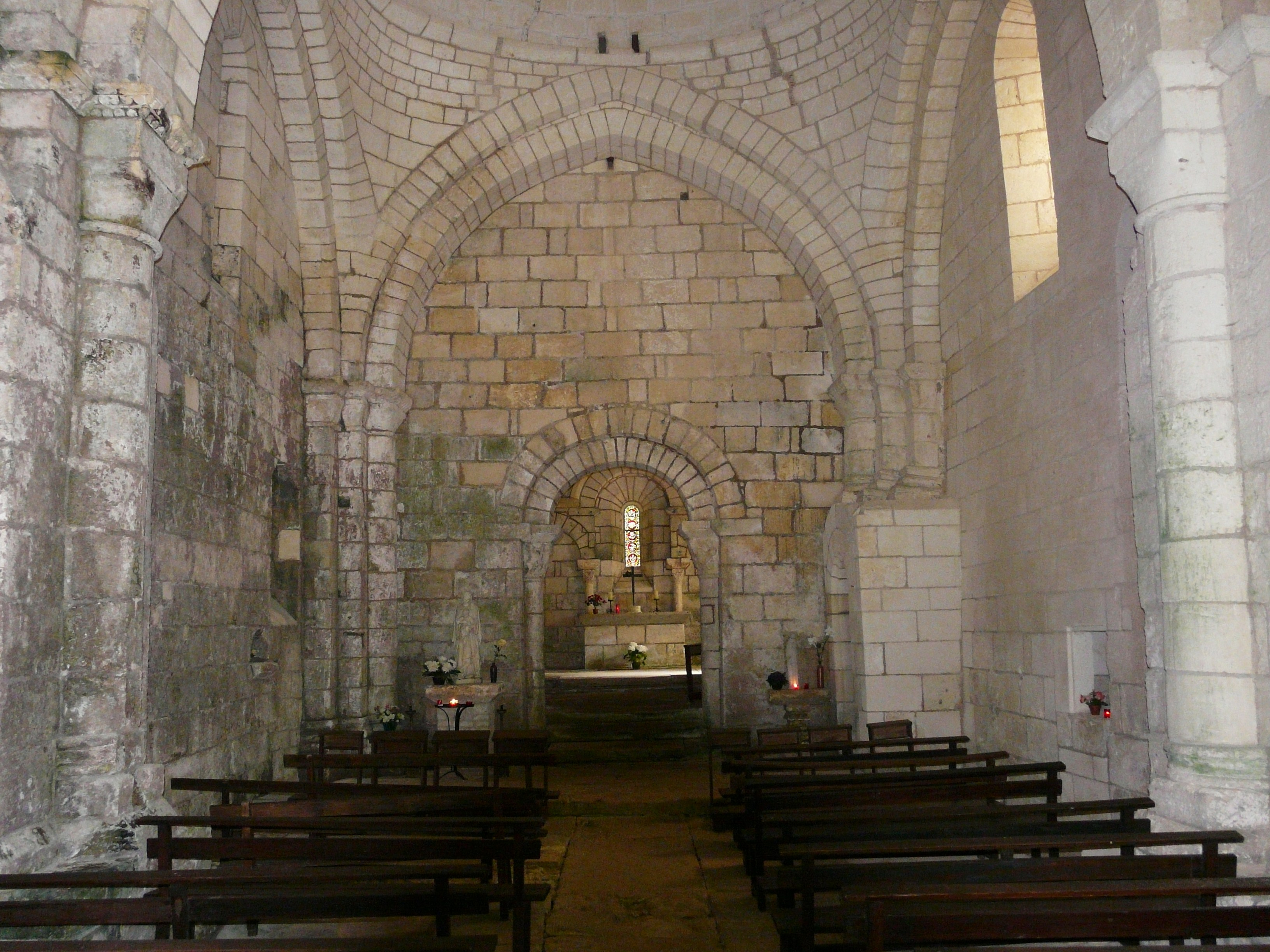
Интерьер монастырской церкви
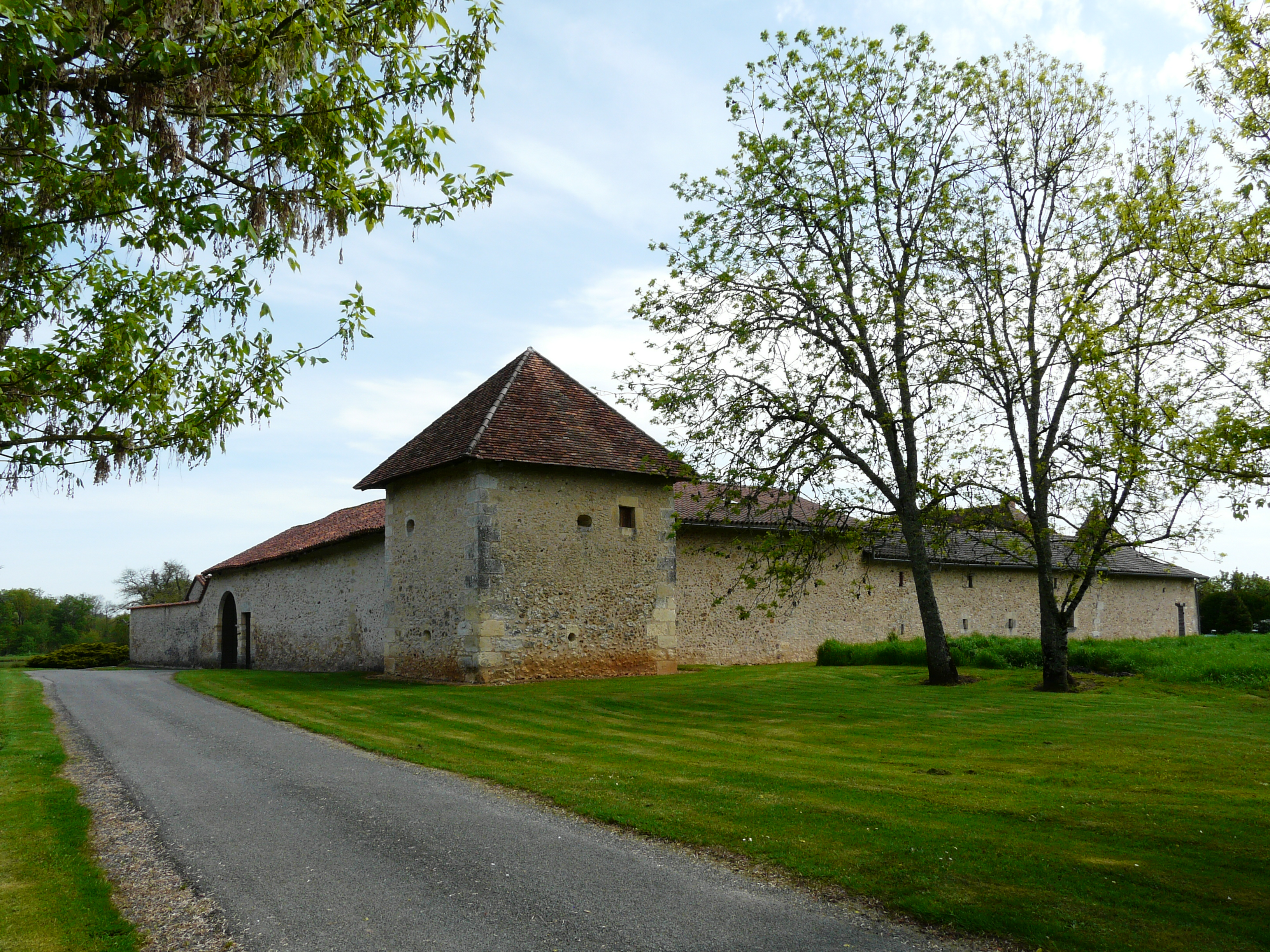
Шартрёз Ланд
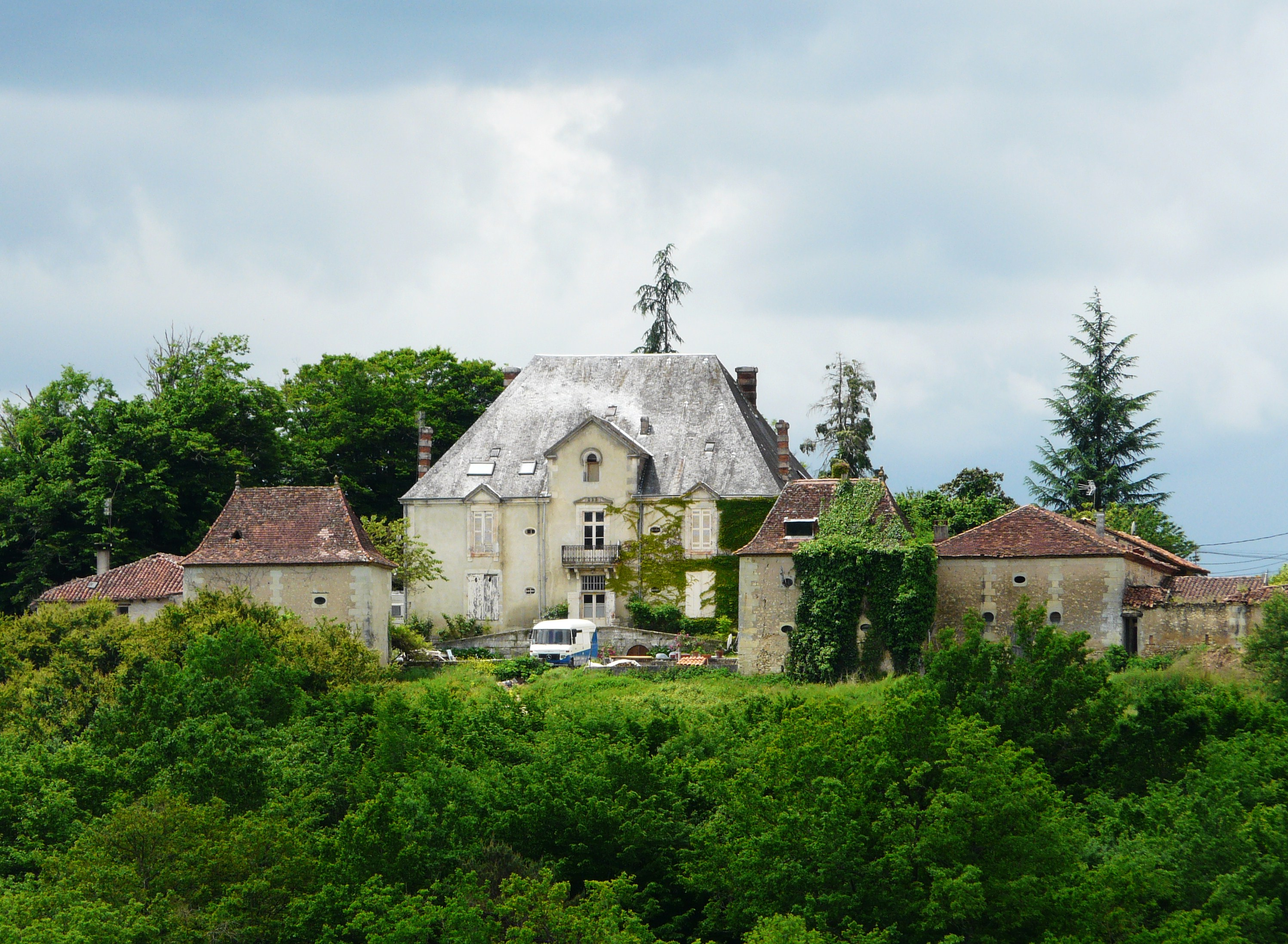
Замок Брюни